# 糸川幸良
糸川 幸良（いとかわ ゆきよし）は、日本の映画音響効果技師。
宮田塙が主宰する宮田音響効果グループ（宮田音響）でキャリアを重ねた後、現在はグループ・アンド・アイ代表。
トムス・エンタテインメントの作品に参加することが多い。主な代表作には『ルパン三世』シリーズ、『ドラえもん』、『それいけ!アンパンマン』などが挙げられる。

## 参加作品

### テレビドラマ
- 土曜ワイド劇場
  - 牟田刑事官事件ファイル2 女たちの殺人パーティー（1985年）
  - ドライバースクール殺人事件（1991年）
- ザ・ハングマンシリーズ
  - ザ・ハングマン6（1987年）
  - ハングマンGOGO（1987年）
- 火曜サスペンス劇場
  - 妹の愛した男（1988年）
  - 弁護士朝日岳之助1 真実の合奏（1989年）
  - 結婚株式会社（1990年）

### テレビアニメ
- ルパン三世シリーズ
  - ルパン三世（1977年 - 1980年）
  - ルパン三世 バイバイ・リバティー・危機一発!（1989年）
  - ルパン三世 ヘミングウェイ・ペーパーの謎（1990年）
  - ルパン三世 ナポレオンの辞書を奪え（1991年）
  - ルパン三世 ロシアより愛をこめて（1992年）
  - ルパン三世 ルパン暗殺指令（1993年）
  - ルパン三世 燃えよ斬鉄剣（1994年）
  - ルパン三世 ハリマオの財宝を追え!!（1995年）
  - ルパン三世 トワイライト☆ジェミニの秘密（1996年）
  - ルパン三世 ワルサーP38（1997年）
  - ルパン三世 炎の記憶〜TOKYO CRISIS〜（1998年）
  - ルパン三世 愛のダ・カーポ〜FUJIKO'S Unlucky Days〜（1999年）
  - ルパン三世 1$マネーウォーズ（2000年）
  - ルパン三世 アルカトラズコネクション（2001年）
  - ルパン三世 EPISODE:0 ファーストコンタクト（2002年）
  - ルパン三世 お宝返却大作戦!!（2003年）
  - ルパン三世 盗まれたルパン 〜コピーキャットは真夏の蝶〜（2004年）
  - ルパン三世 天使の策略 〜夢のカケラは殺しの香り〜（2005年）
  - ルパン三世 セブンデイズ・ラプソディ（2006年）[注 1]
- 新・ど根性ガエル（1981年 - 1982年）
- 科学救助隊テクノボイジャー（1982年）
- それいけ!アンパンマンシリーズ
  - それいけ!アンパンマン（1988年 - 2024年）[注 2]
  - それいけ!アンパンマン みなみの海をすくえ!（1990年）
  - それいけ!アンパンマン てのひらを太陽に（1998年）
- おちゃめなふたご クレア学院物語（1991年）
- おばけのホーリー（1991年 - 1992年）
- わたしとわたし ふたりのロッテ（1991年 - 1992年）
- チロリン村物語（1992年 - 1993年）
- フランダースの犬 ぼくのパトラッシュ（1992年 - 1993年）
- ポコニャン（1993年 - 1996年）
- ゴールFH（1994年）
- はりもぐハーリー（1996年 - 1997年）
- 白鯨伝説（1997年 - 1999年）
- モンスターファーム（1999年 - 2000年）※第1期・第2期
- 爆闘宣言ダイガンダー（2002年）
- MEZZO -メゾ-（2004年）
- まほらば〜Heartful days（2005年）
- ドラえもん（2005年 - 2021年） [注 3]
- 雪の女王（2005年 - 2006年）
- ニンジャラ（2020年）※Webアニメ版

### OVA
- 山太郎かえる（1986年）
- 入院ボッキ物語 おだいじに!（1991年）
- ブラック・ジャック（1993年）
- 放課後の職員室（1993年）
- 七都市物語〜北極海戦線〜（1994年）
- 亜紀子（1996年）
- 野々村病院の人々（1996年）
- 河原崎家の一族 THE ANIMATION（1996年 - 1997年）
- 竜機伝承（1997年）
- アドバンサー ティナ（1997年）
- 遺作（1997年）
- 同窓会 Yesterday Once More（1997年）
- サイキックフォース（1997年）
- ゴルゴ13〜QUEEN BEE〜（1998年）
- ルパン三世 生きていた魔術師（2002年）
- 奴隷介護（2003年）
- フロントイノセント（2004年）

### 劇場アニメ
- 新・ど根性ガエル ど根性夢枕（1982年）
- ルパン三世シリーズ
  - ルパン三世 バビロンの黄金伝説（1985年）
  - ルパン三世 くたばれ!ノストラダムス（1995年）
  - ルパン三世 DEAD OR ALIVE（1996年）
- それいけ!アンパンマンシリーズ
  - それいけ!アンパンマン キラキラ星の涙（1989年）
  - それいけ!アンパンマン とべ! とべ! ちびごん（1991年）
  - それいけ!アンパンマン アンパンマンとゆかいな仲間たち（1991年）
  - それいけ!アンパンマン つみき城のひみつ（1991年）
  - それいけ!アンパンマン 恐竜ノッシーの大冒険（1993年）
  - それいけ!アンパンマン リリカル☆マジカルまほうの学校（1994年）
  - それいけ!アンパンマン ゆうれい船をやっつけろ!!（1995年）
  - それいけ!アンパンマン 空とぶ絵本とガラスの靴（1996年）
  - それいけ!アンパンマン 虹のピラミッド（1997年）
  - それいけ!アンパンマン 人魚姫のなみだ（2000年）
  - それいけ!アンパンマン ゴミラの星（2000年）
  - それいけ!アンパンマン 鉄火のマキちゃんと金のかまめしどん（2002年）
  - それいけ!アンパンマン ルビーの願い（2003年）
  - それいけ!アンパンマン つきことしらたま〜ときめきダンシング〜（2004年）
  - それいけ!アンパンマン 夢猫の国のニャニイ（2004年）
  - それいけ!アンパンマン ハピーの大冒険（2005年）
  - それいけ!アンパンマン くろゆき姫とモテモテばいきんまん（2005年）
  - それいけ!アンパンマン いのちの星のドーリィ（2006年）
  - それいけ!アンパンマン コキンちゃんとあおいなみだ（2006年）
  - それいけ!アンパンマン シャボン玉のプルン（2007年）
  - それいけ!アンパンマン ホラーマンとホラ・ホラコ（2007年）
  - それいけ!アンパンマン 妖精リンリンのひみつ（2008年）
  - それいけ!アンパンマン ヒヤヒヤヒヤリコとばぶ・ばぶばいきんまん（2008年）
  - それいけ!アンパンマン だだんだんとふたごの星（2009年）
  - それいけ!アンパンマン ばいきんまんvsバイキンマン!?（2009年）
  - それいけ!アンパンマン ブラックノーズと魔法の歌（2010年）
  - それいけ!アンパンマン はしれ!わくわくアンパンマングランプリ（2010年）
  - それいけ!アンパンマン すくえ! ココリンと奇跡の星（2011年）
  - それいけ!アンパンマン よみがえれ バナナ島（2012年）
  - それいけ!アンパンマン とばせ! 希望のハンカチ（2013年）
  - それいけ!アンパンマン りんごぼうやとみんなの願い（2014年）
  - それいけ!アンパンマン ミージャと魔法のランプ（2015年）
  - それいけ!アンパンマン おもちゃの星のナンダとルンダ（2016年）
  - それいけ!アンパンマン ブルブルの宝探し大冒険!（2017年）
  - それいけ!アンパンマン かがやけ!クルンといのちの星（2018年）
  - それいけ!アンパンマン きらめけ!アイスの国のバニラ姫（2019年）
  - それいけ!アンパンマン ふわふわフワリーと雲の国（2021年）
  - それいけ!アンパンマン ドロリンとバケ〜るカーニバル（2022年）
  - それいけ!アンパンマン ロボリィとぽかぽかプレゼント（2023年）
- BLACK JACK（1996年）
- ぼくの孫悟空（2003年）
- AIR（2005年）
- ドラえもんシリーズ
  - 映画ドラえもん のび太の恐竜2006（2006年）
  - 映画ドラえもん のび太の新魔界大冒険 〜7人の魔法使い〜（2007年）
  - 映画ドラえもん のび太と緑の巨人伝（2008年）
  - 映画ドラえもん 新・のび太の宇宙開拓史（2009年）
  - 映画ドラえもん のび太の人魚大海戦（2010年）
  - 映画ドラえもん 新・のび太と鉄人兵団 〜はばたけ 天使たち〜（2011年）
  - 映画ドラえもん のび太と奇跡の島 〜アニマル アドベンチャー〜（2012年）
  - 映画ドラえもん のび太のひみつ道具博物館（2013年）
  - 映画ドラえもん 新・のび太の大魔境 〜ペコと5人の探検隊〜（2014年）
  - 映画ドラえもん のび太の宇宙英雄記（2015年）
  - 映画ドラえもん 新・のび太の日本誕生（2016年）
  - 映画ドラえもん のび太の南極カチコチ大冒険（2017年）
  - 映画ドラえもん のび太の宝島（2018年）
  - 映画ドラえもん のび太の月面探査記（2019年）

### ゲーム
- ルパン三世 ピラミッドの賢者（1998年）
- ルパン三世 魔術王の遺産（2002年）
- ルパン三世 海に消えた秘宝（2003年）
- ルパン三世 コロンブスの遺産は朱に染まる（2004年）
- ルパン三世 ルパンには死を、銭形には恋を（2007年）
- ルパン三世 史上最大の頭脳戦（2010年）